# Parc zoologique d'Arignar Anna
Le parc zoologique d'Arignar Anna (plus connu sous le nom de Vandalur Zoo (« zoo de Vandalur »), du nom de la commune où il est situé) est un parc zoologique, situé à 30 km de la banlieue méridionale de Chennai dans l'état de Tamil Nadu en Inde.
Ce parc regroupe plus de 170 espèces d'oiseaux, de mammifères et de reptiles, répartis dans 81 enclos.

## Information

### Transport
- Bus :
  - A18 : Vandalur Zoo - Broadway
  - B18 : Vandalur Zoo - Korukkupettai
  - PP66 : Vandalur Zoo - Poonamalle
  - PP70 : Vandalur Zoo - Avadi
- Train (Chennai Suburban Railway) :
  - Arrêt : Vandalur
- Taxi

### Visite

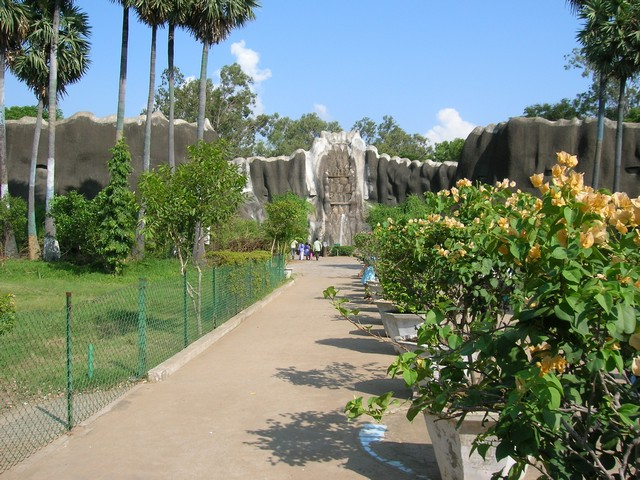

Le zoo accueille annuellement, 6 à 7 millions de visiteurs.
| Année   | Enfant   | Adulte   | Visiteurs totaux | Rs. en millions |
| ------- | -------- | -------- | ---------------- | --------------- |
| 1996-97 | 4 66 000 | 1 75 000 | 6 41 000         | 33.16           |
| 1997-98 | 5 12 589 | 1 75 686 | 6 88 275         | 38.09           |
| 1998-99 | 5 59 189 | 1 66 335 | 7 25 524         | 40.96           |
| 1999-00 | 5 73 551 | 1 50 942 | 7 24 493         | 46.33           |
| 2000-01 | 6 42 695 | 1 56 858 | 7 99 553         | 50.64           |
| 2001-02 | 4 74 867 | 1 48 454 | 6 23 321         | 38.22           |
| 2002-03 | 5 16 297 | 1 95 297 | 7 11 589         | 82.80           |
| 2003-04 | 5 06 668 | 1 87 924 | 6 94 592         | 98.13           |
| 2004-05 | 5 36 010 | 1 68 049 | 7 04 059         | 111.36          |

### Visites éducatif
L'éducation est l'un des objectifs principaux du zoo. Le zoo d'Arignar Anna a fait des progrès notable dans le cadre d'éducation innovateur du zoo. Le programme de formation pour professeurs et le programme de volontaire de zoo sont très populaires.
| Année   | École | Élève |
| ------- | ----- | ----- |
| 2002-03 | 68    | 2690  |
| 2003-04 | 69    | 4037  |
| 2004-05 | 101   | 7384  |

## Programme

### Programme de formation de professeurs
Le parc propose également un programme de formation pour les professeurs. Ce programme vise à expliquer et à partager les objectifs du zoo en termes de préservation de la nature et de la faune. Il s'adresse aux professeurs de diverses écoles, qu'elles soient de Chennai ou de l'extérieur.
| Année   | N° de programme | Participant |
| ------- | --------------- | ----------- |
| 2002-03 | 7               | 533         |
| 2003-04 | 26              | 1377        |
| 2004-05 | 13              | 1043        |

## Détail

### Maison de reptile
Ouverte depuis 1989 pour une exposition, dans cette section il y quatre espèces de serpent venimeux et dix espèces de serpent non-toxique. Le zoo a démarré un programme d'élevage contrôlé pour les pythons molure.

### Enclos de crocodile
Le zoo élève également des espèces de crocodile comme les gavials du Gange, crocodiles marin et caïmans à lunettes.

### Maison d'amphibien
Dans cet endroit, on peut trouver des espèces d'amphibiens locales comme Polypedates maculatus, Duttaphrynus melanostictus, Hoplobatrachus tigerinus et bien d'autres.

### Les volières «sanctuaires»
Le parc zoologique de Vandalur comporte deux espaces nommés d'après deux zones humides importantes du Tamil Nadu, Point Calimere et Vedathangal (des sanctuaires de vie sauvage (sanctuaires d'oiseaux) classées sites Ramsar), qui reproduisent le milieu typique et l'avifaune associée à ces deux site.

#### Sanctuaire d'oiseaux de Point Calimere

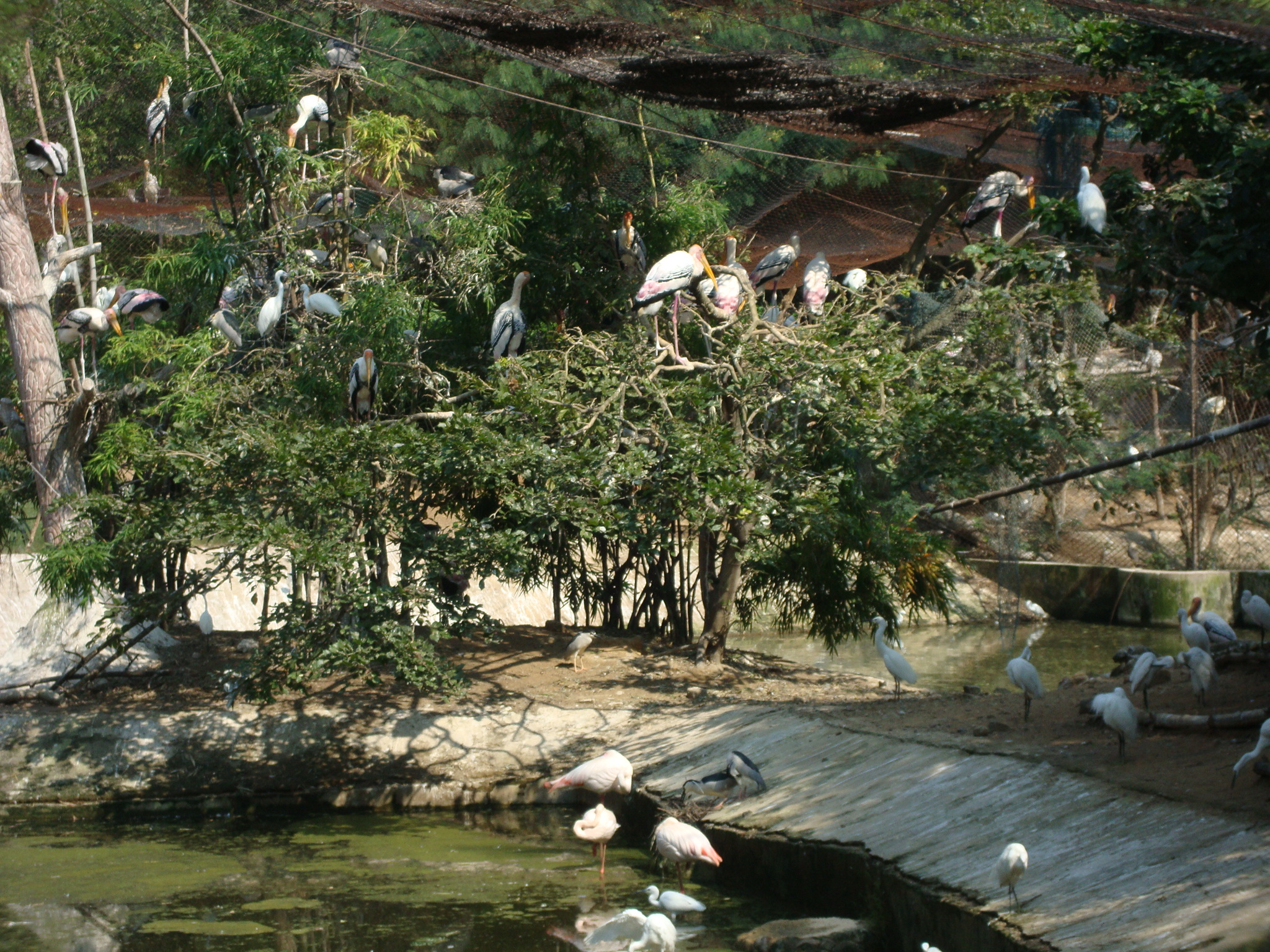

Point Calimere, ou Pointe Calimère, est une baie de la Côte de Coromandel du district de Nagapattinam. Il y a beaucoup d'espèces d'oiseaux dans cette section; comme les phoenicopteriformes, larinae, ciconiiformes, ardeidae, etc. Ce sont des oiseaux saisonniers, alors ils sont visibles entre octobre et février.

#### Sanctuaire d'oiseaux de Vedanthangal

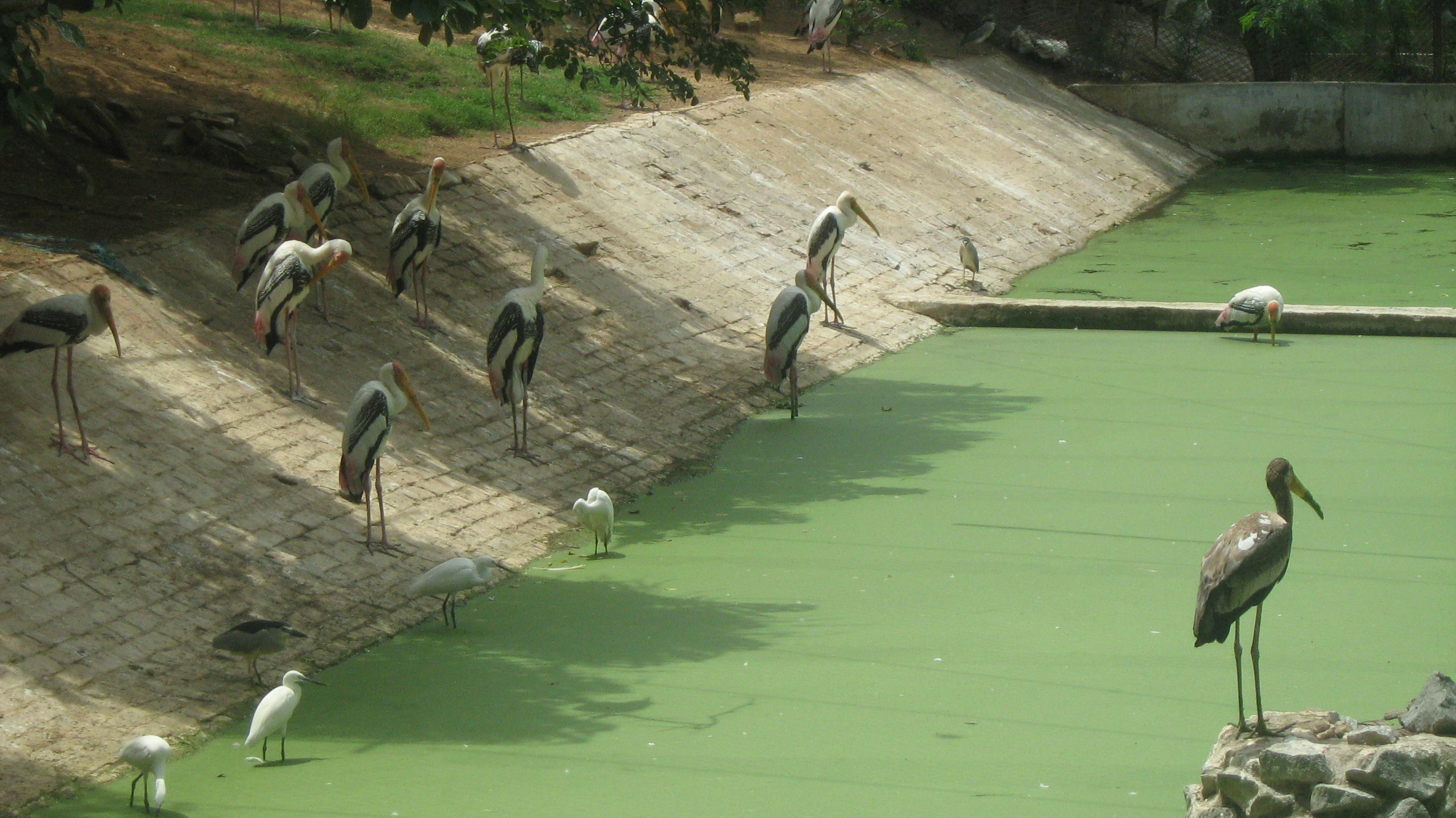

Vedanthangal est situé dans le district de Kanchipuram dans lequel un refuge pour oiseaux semi-artificiel est construit. Dans l'enclos il y a des espèces d'arbres comme, les acacias, bambous, etc. Qui offrent aux oiseaux des cachettes et endroit de repos. Également des bannetons, ont été garnis pour faciliter la reproduction. Il y a des ibis blanc, tantales indien, bihoreaux et hérons cendré.

### Volière des oiseaux terrestre
La volière terrestre a été ouverte au public en 1992, mais en raison du problème d'entretien, elle était fermée après quelques années. Ceci est maintenant renommée «Bio-centre» qui abrite beaucoup d'espèces d'oiseaux, de reptiles, d'amphibies et de papillons. Il couvre une aire de 7 150 m2. La volière est fermée avec un filet de nylon reliée à un mur de béton d'une hauteur de 1 m. Vraisemblablement c'est la volière la plus grande de l'Inde. Beaucoup d'oiseaux se reproduisent sans danger dans cette volière. Il y a 22 espèces d'arbres et arbustes. Plusieurs de ces arbres sont; des arbres fruitier, sans oublier les nourrissages quotidien les arbres servent aussi d'aliments aux oiseaux. Ils fournissent des fruits, graines, brindilles et feuilles pour la nidification. La volière regroupe des oiseaux intéressants comme les bulbuls à ventre rouge, graculas, Coucous koël, corneilles, faisans, paons, perdrix, cailles, pigeons biset, etc.

### Section d'invertébrés
Ce centre regroupe des insectes attirant comme les Centipèdes et Araignées.

### Maison de papillon
Le zoo a récemment ouvert une maison de papillon, consacré exclusivement aux Lépidoptères, qui regroupe beaucoup d'espèces de papillons comme Tirumala limniace, Papilio polytes, Papilio demoleus, etc.

## Galerie

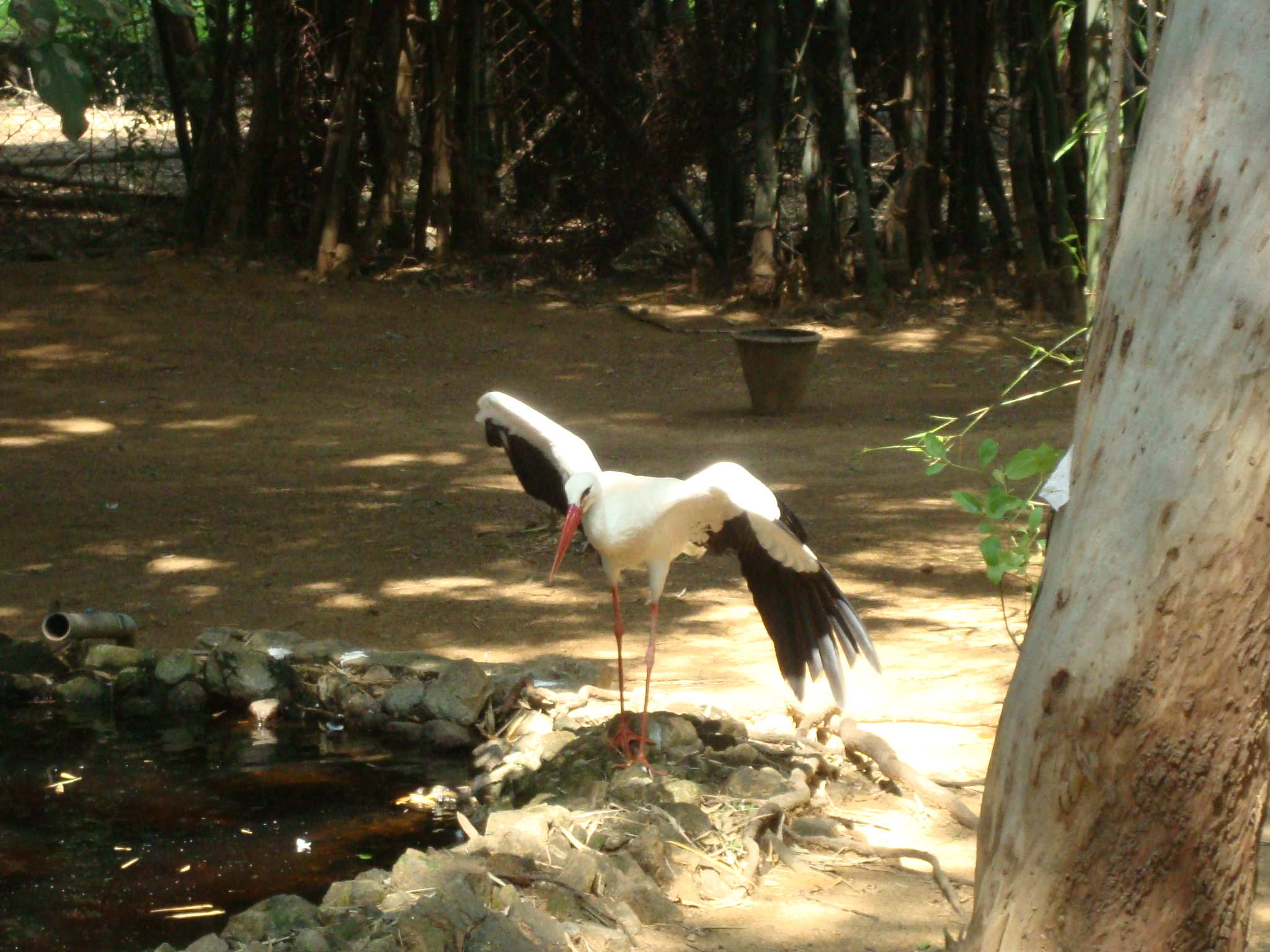
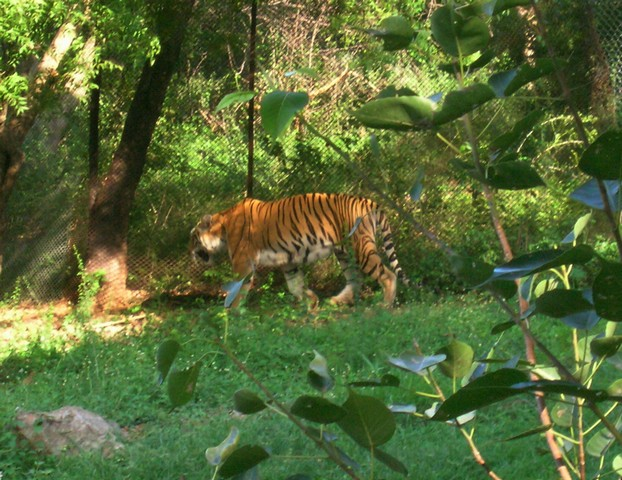
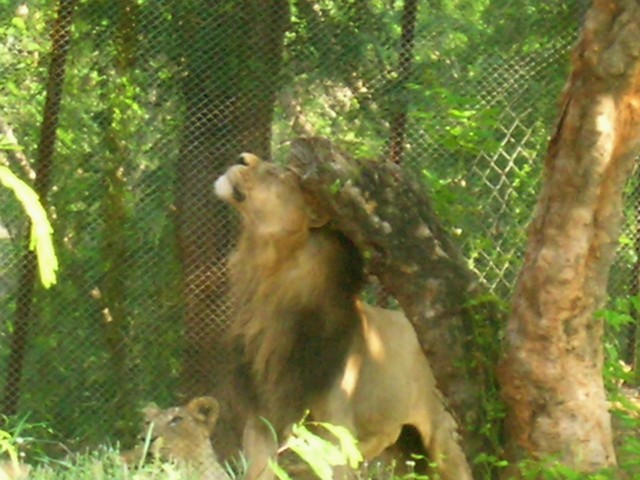
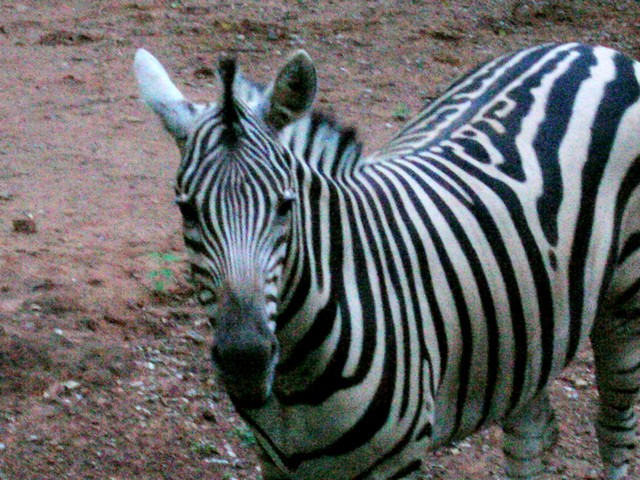
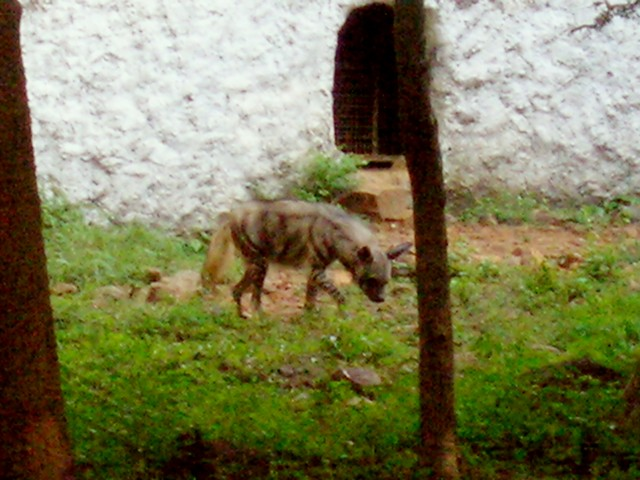
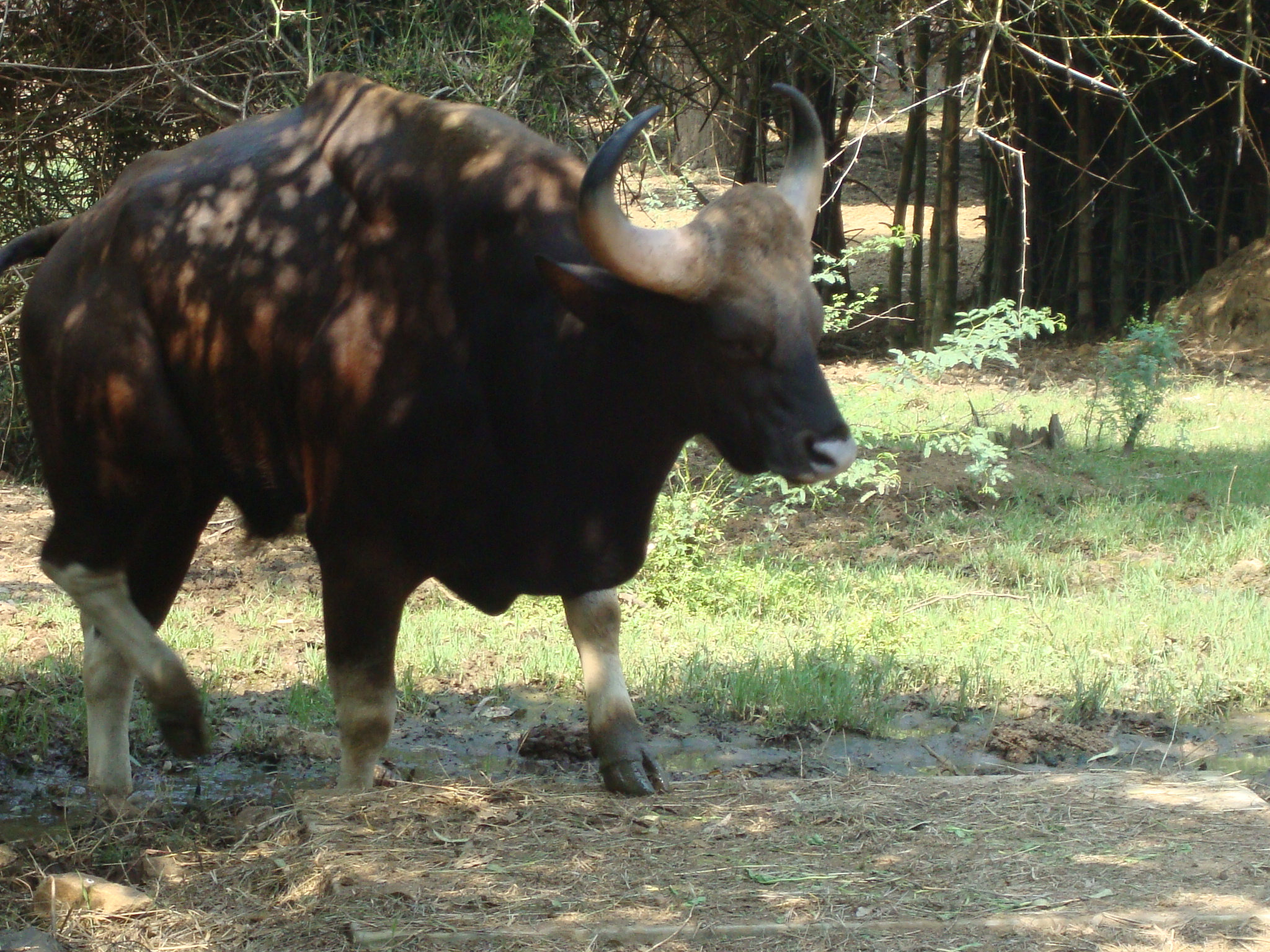
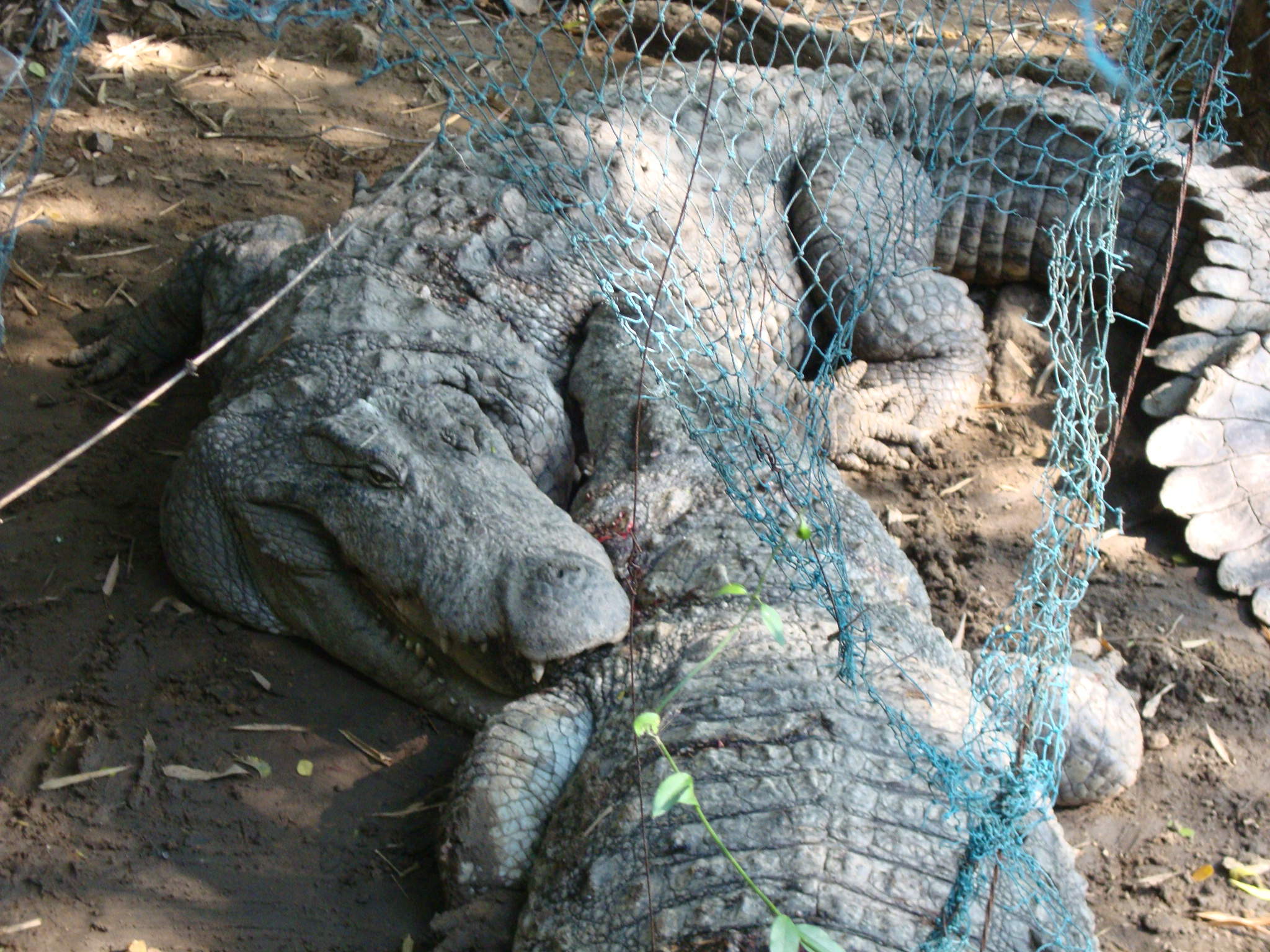
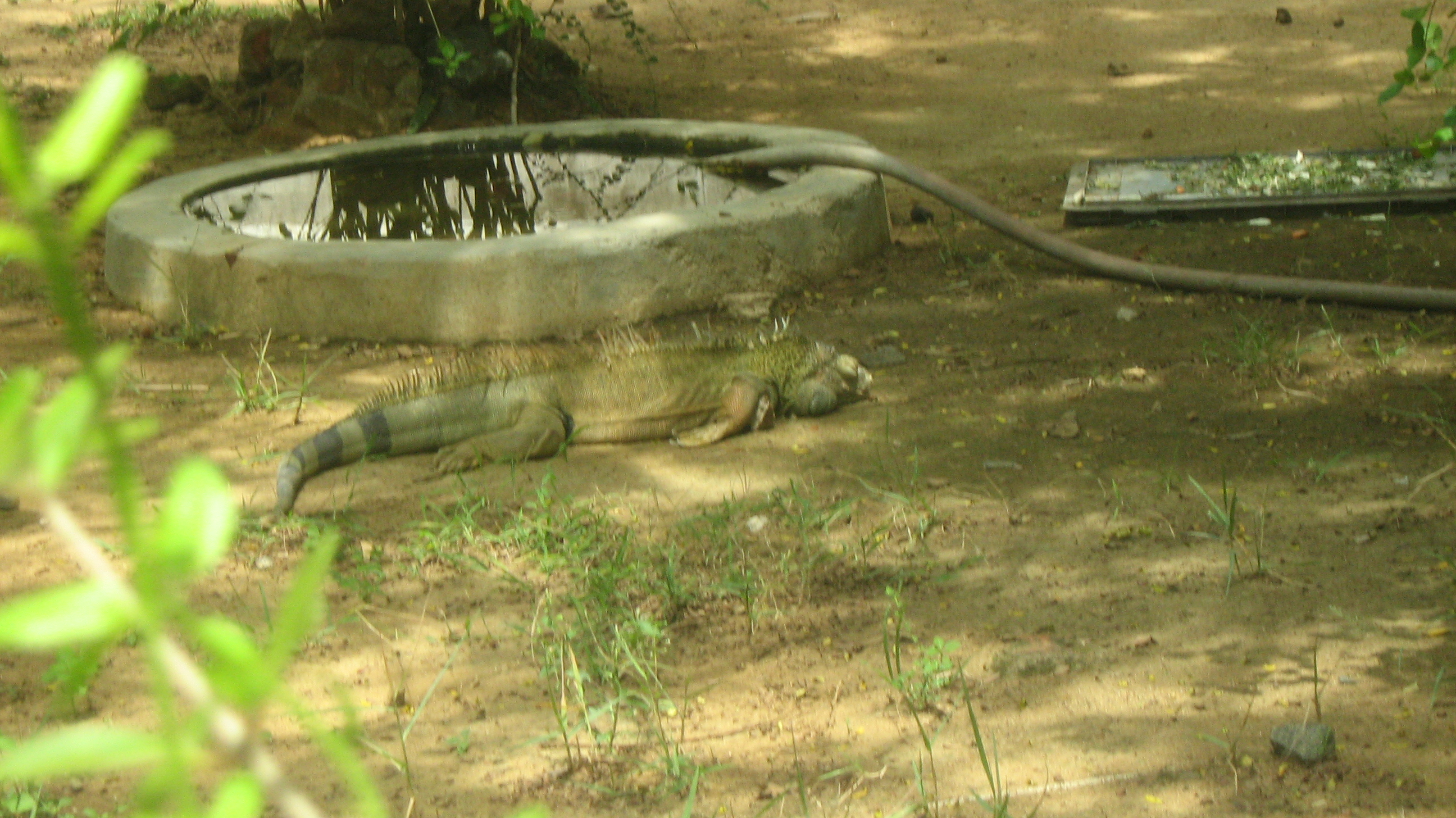
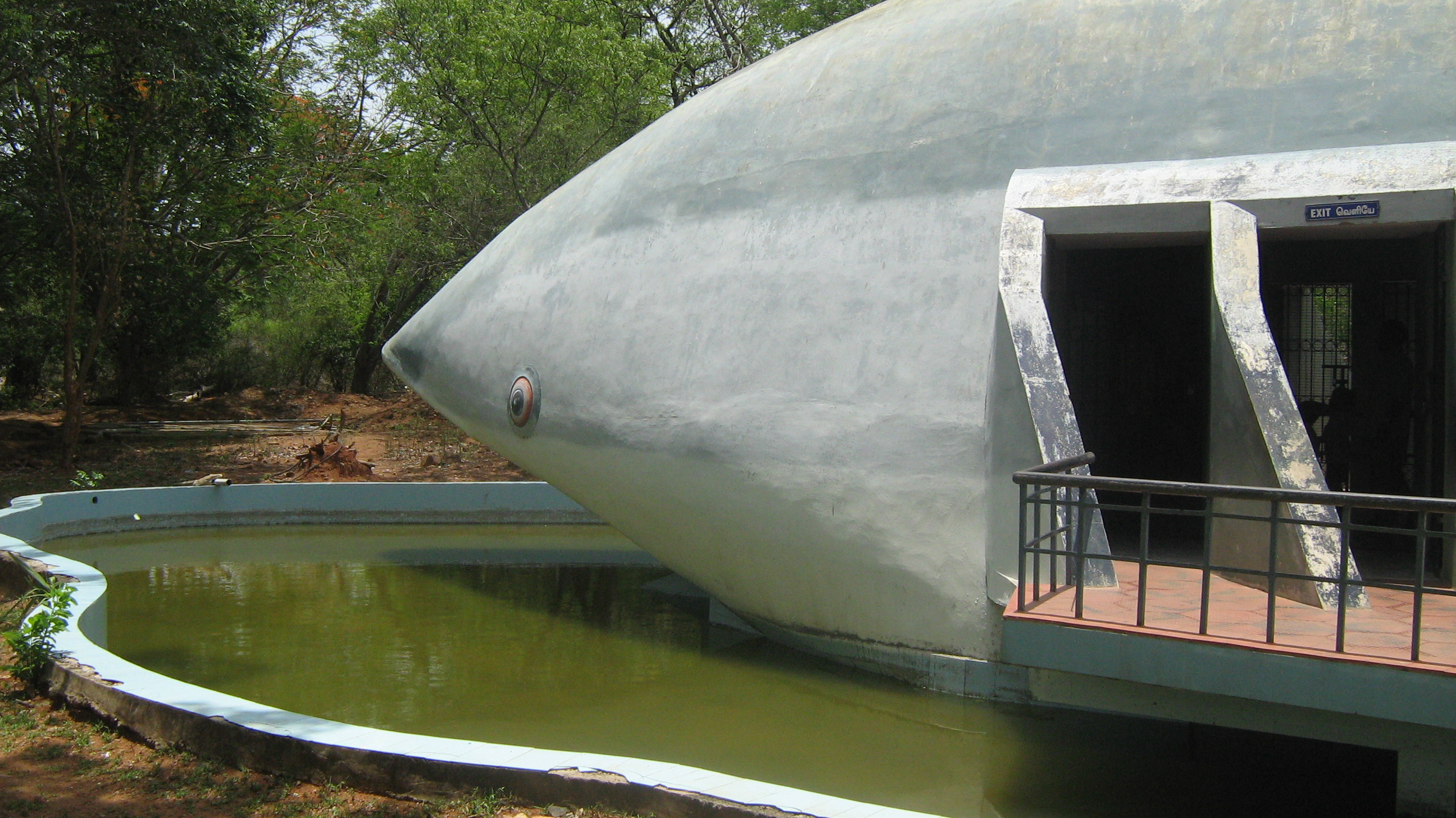

## Voir également
- Madras Crocodile Bank Trust